# 班布里奇 (印第安納州)
班布里奇（英語：Bainbridge）是一個位於美國印地安納州普特南縣的城鎮。

## 人口
根據2010年美國人口普查的數據，班布里奇的面積為1.04平方千米，當中陸地面積為1.04平方千米，而水域面積為0.00平方千米。當地共有人口746人，而人口密度為每平方千米717人。